# Strada Serghei Lazo din Chișinău
Strada Serghei Lazo (între 1834 și sf. secolului al XIX – str. Nemețkaia (Germană); de la sf. secolului al XIX și până în 1924 – str. Inzovskaia; în 1924-1931 – str. Principele Carol; în 1931-1944 – str. Marele Voievod Mihai; în 1944-1950 – str. Inzovskaia; începând cu anul 1950 poartă numele actual) este o stradă din centrul istoric al Chișinăului. 
De-a lungul străzii sunt amplasate o serie de monumente de arhitectură și istorie (Conacul urban, nr. 1, Casa vicarului, nr. 2, Casa individuală, nr. 6, Casa individuală, nr. 7, Conacul urban al familiei Ianușevici, Casa de raport, nr. 12, Vila urbană a lui Bagdasarov, Casa individuală, nr. 16, Casa de raport, nr. 19, Conacul urban al familiei Cazimir-Cheșco, Casa individuală, nr. 27 etc), precum și clădiri administrative (Ambasada Franței, Institutul Național al Justiției, Stadionul Dinamo,  Centrul Național pentru Protecția Datelor cu Caracter Personal, Uniunea Bisericilor Creștine Evanghelice Baptiste și altele). 
Strada începe de la intersecția cu str. Mihail Kogălniceanu, intersectând alte 8 artere și încheindu-se la intersecția cu str. Sf. Andrei.  

## Legături externe
- Strada Serghei Lazo din Chișinău la wikimapia.org